# صالح البليهي
صالح بن إبراهيم البليهي (1331-1410 هـ/ 1912 - 1989 م) عالم دين سعودي.

## ولادته وتحصيله
ولد صالح بن إبراهيم بن محمد بن مانع بن محمد بن عبد الله البليهي ، الودعاني، الدوسري، في مدينة الشماسية من القصيم، عام 1331هـ. انتقلت أسرته إلى بُرَيدة عام 1338هـ،  وقرأ القرآن الكريم في مدرسة أهلية، ثم اشتغل مع والده في التجارة ثم الزراعة، قبل أن يتفرَّغ لطلب العلم. أخذ العلم عن كبار علماء بريدة أمثال: عمر بن سليم ولازمه ملازمة تامَّة، وعبد الله بن محمد بن حميد رئيس مجلس القضاء الأعلى، وعبد العزيز العبادي، وصالح بن أحمد الخريصي، ومحمد بن صالح المطوع.

## وظائفه وأعماله
عرض عليه القضاء لكنّه رفض طلبًا للسلامة، وقد تم تعيينه عام 1369 هـ قيِّمًا لمكتبة بريدة العلمية بالجامع الكبير، وانقطع لمطالعة الكتب والبحث مع طلبة العلم،  وعيِّن مدرسًا بالمعهد العلمي ببريدة عام 1373 هـ، وفي عام 1384 هـ عيِّن إمامًا في مسجد الوزان ببريدة، درَّس فيه الكثير من العلوم الشرعية كالفقه والحديث والتفسير والفرائض وغيرها، وحين تأسست كلّيّة الشريعة بالقصيم طلب منه تدريس مادة الفقه فوافق.
وبعد إحالته للتقاعد تفرغ للدعوة، وكان له نشاط كبير في إلقاء المحاضرات في المساجد والمدارس، كما ساهم في تأسيس الجمعيَّة الخيريَّة لتحفيظ القرآن الكريم، وجمعيَّة البِرِّ الخيريَّة في بلدته.

## مؤلفاته
1. الهدى والبيان في معرفة أسماء القرآن، طبع في مجلدين.
2. يا فتاة الإسلام اقرئي حتى لا تُخدعي، ملحقًا به رسالة "مرض فتاك" طبع في مجلد.
3. الإرشاد إلى توضيح مسائل الزاد، طبع في مجلدين، دار القبس في الرياض 1439 هـ.
4. السلسبيل في معرفة الدليل، وهو حاشية على زاد المستقنع.
5. عقيدة المسلمين والرد على الملحدين والمبتدعين.
6. أربع كلمات مفيدة في الأحكام والعقيدة.
7. إثبات علو الله.
8. رسالة في تحريم التصوير.

## تلاميذه
- صالح الفوزان.
- عبد الله القصير.
- إبراهيم الدباسي.
- سلمان العودة.
- سليمان العلوان.
- علي الربيش.

## كتب عنه
- الشيخ صالح بن ابراهيم البليهي وجهوده في تقرير التوحيد، عبد الله الرميان.
- العلامة صالح البليهي وجهوده في تقرير العقيدة والرد على المخالفين، بندر محمد الرباح.
- الشيخ صالح بن إبراهيم البليهي وجهوده العلمية والدعوية، محمد الثويني.
- الشيخ صالح بن إبراهيم البليهي رحمه الله، أحمد بن عبد العزيز الحصين.[2]

## وفاته
أصيب الشيخ بمرض القلب، ثم سافر إلى بريطانيا للعلاج، ولمَّا رجع تحسَّنت حالته فاستمرَّ بالدعوة والإرشاد، ثم زاد المرض عليه؛ ولازم بيته وفراشه. 
توفي في الساعة الثالثة من يوم الجمعة 3 جُمادى الأولى 1410 هـ الموافق 1 ديسمبر 1989 م، وصلَّى عليه في الجامع الكبير الشيخُ صالح بن أحمد الخريصي، وحضر كثيرٌ من العلماء منهم الشيخ محمد بن صالح بن عثيمين.